# Larissa Nikolajewna Kruglowa
Larissa Nikolajewna Kruglowa (russisch Лариса Николаевна Круглова, wiss. Transliteration Larisa Nikolaevna Kruglova; * 27. Oktober 1972 in Murmansk) ist eine russische Sprinterin. Als Einzelstarterin trat sie vor allem im 60-Meter-Lauf und im 100-Meter-Lauf in Erscheinung, feierte ihre größten Erfolge jedoch als Mitglied der russischen 4-mal-100-Meter-Staffel.

## Leben
2002 wurde sie bei den Halleneuropameisterschaften in Wien Sechste über 60 m. Bei den Europameisterschaften in München startete sie über 100 m, schied jedoch in der Vorrunde aus. Mit der Staffel erreichte sie dagegen das Finale. Gemeinsam mit Natalja Ignatowa, Julija Tabakowa und Irina Chabarowa gewann sie in einer Zeit von 43,11 s die Bronzemedaille hinter den Mannschaften aus Frankreich und Deutschland.
Bei den Leichtathletik-Weltmeisterschaften 2003 in Paris/Saint-Denis gewann sie erneut die Bronzemedaille mit der Staffel. Sie platzierte sich zusammen mit Olga Fjodorowa, Julija Tabakowa und Marina Kislowa in einer Zeit von 42,66 s hinter den Staffeln Frankreichs und der Vereinigten Staaten.
Den größten Erfolg ihrer Karriere feierte Kruglowa bei den Olympischen Spielen 2004 in Athen zusammen mit Olga Fjodorowa, Julija Tabakowa und Irina Chabarowa. Mit einer Zeit von 42,27 s holte das Quartett die Silbermedaille hinter dem Team aus Jamaika. Wie schon bei den vorangegangenen Medaillengewinnen fungierte Kruglowa auch dieses Mal wieder als Schlussläuferin ihrer Staffel. Sie startete in Athen auch im 100-Meter-Lauf, schied jedoch in der Viertelfinalrunde aus.
2005 belegte sie zunächst bei den Leichtathletik-Halleneuropameisterschaften in Madrid den fünften Platz im 60-Meter-Lauf. Im Sommer erreichte sie in Helsinki bei den Weltmeisterschaften in Helsinki über 100 m nur die Viertelfinalläufe. Auch mit der Staffel verpasste sie dieses Mal den Finaleinzug. Bei den Leichtathletik-Hallenweltmeisterschaften 2006 in Moskau wurde sie Siebte über 60 m.
Larissa Kruglowa ist 1,66 m groß und wiegt 63 kg.

## Bestleistungen
- 100 m: 11,20 s, 15. Juli 2006, Tula
- 200 m: 22,46 s, 31. Juli 2004, Tula
- 60 m (Halle): 7,12 s, 4. Februar 2006, Samara